# Liste des musées du Cambridgeshire
Cette liste des musées du Cambridgeshire, Angleterre contient des musées qui sont définis dans ce contexte comme des institutions (y compris des organismes sans but lucratif, des entités gouvernementales et des entreprises privées) qui recueillent et soignent des objets d'intérêt culturel, artistique, scientifique ou historique. leurs collections ou expositions connexes disponibles pour la consultation publique. Sont également inclus les galeries d'art à but non lucratif et les galeries d'art universitaires. Les musées virtuels ne sont pas inclus.

## Musées
| Nom                                             | Image | Ville/City      | Type              | Résume |
| ----------------------------------------------- | ----- | --------------- | ----------------- | --- |
| Anglesey Abbey, Gardens and Lode Mill           |       | Lode            | Maison historique | Exploité par le National Trust, collection d'horloges rares, jardins, |
| Blacked-Out Britain War Museum                  |       | Huntingdon      | Histoire          | information, vie quotidienne en Grande-Bretagne pendant la Seconde Guerre mondiale |
| Bourn Windmll                                   |       | Bourn           | Mill              | website, Moulin à vent |
| Burghley House                                  |       | Peterborough    | Maison historique | Maison de campagne du XVIe siècle avec des jardins |
| Burwell Museum                                  |       | Burwell         | Histoire          | Expositions thématiques de construction comprennent l'agriculture, des salles d'époque et des articles ménagers, la vie militaire, la boutique de forgeron, une poterie romaine, une salle d'école de l'époque victorienne, des véhicules d'époque, des chariots, matériel agricole |
| Cambridge Museum of Technology                  |       | Cambridge       | Technologie       | Situé dans une ancienne station de pompage des eaux usées, comprend le matériel, des informations et des objets provenant des industries locales |
| Cambridge Science Centre                        |       | Cambridge       | Science           | expositions, des ateliers, des spectacles et des conférences |
| Bibliothèque de l'université de Cambridge       |       | Cambridge       | Bibliothèque      | expositions d'art, l'histoire et la culture, une partie de l'université de Cambridge |
| Cambridge University Museum of Zoology          |       | Cambridge       | Histoire naturel  | Les spécimens de fossiles et d'animaux vivants, une partie de l'université de Cambridge |
| Centre for Computing History                    |       | Cambridge       | Computer          | Technologie et de l'impact social, culturel et historique de la révolution de l'informatique |
| Chatteris Museum                                |       | Chatteris       | Local             | website, Histoire locale, culture |
| Cromwell Museum                                 |       | Huntingdon      | Biographie        | Vie des militaires anglais au XVIIe siècle et de Oliver Cromwell |
| Farmland Museum and Denny Abbey                 |       | Waterbeach      | Multiple          | Agriculture, l'histoire locale, et historique de l'abbaye datant du XIIe siècle |
| Elton Hall                                      |       | Elton           | Maison historique | Résidence de la famille Proby avec un jardins de 3,800-acre (15 km2) |
| Ely Museum                                      |       | Ely             | Local             | website, histoire de la région, la culture, l'histoire naturelle, situé dans la prison de l'évêque |
| Fenland & West Norfolk Aviation Museum          |       | Wisbech         | Aviation          | website, l'aviation militaire, y compris la Seconde Guerre mondiale, the Falklands conflict et Desert Storm |
| Fitzwilliam Museum                              |       | Cambridge       | Art               | pièces de monnaie , des collections égyptiennes , antiquités, du Proche-Orient de l'art asiatique et de l'art décoratif, une partie de l'université de Cambridge |
| Flag Fen Bronze Age Centre and Archaeology Park |       | Peterborough    | Archéologie       | De reconstruction et de découvertes en plein air de l'âge du bronze |
| Hinchingbrooke House                            |       | Huntingdon      | Maison historique | maison de campagne Tudor, maison ancestrale de Cromwell et plus tard des comtes de Sandwich |
| Houghton Mill                                   |       | Houghton        | Mill              | Exploité par le National Trust, moulin à eau restauré |
| Imperial War Museum Duxford                     |       | Duxford         | Aviation          | Des avions militaires , des véhicules militaires, d'artillerie et des navires de guerre |
| Kettle's Yard                                   |       | Cambridge       | Art               | Beaux-arts du XXe siècle et du XXIe siècle , une partie de l'université de Cambridge |
| Château de Kimbolton                            |       | Kimbolton       | Maison historique | Dernière maison du roi Henri VIII et de la reine Catherine d'Aragon, ouverte pour des visites sur une base très limitée |
| Lawrence Room                                   |       | Cambridge       | Archéologie       | website, artefacts Anglo-Saxon, Égyptien et Classical Mediterranean, au Girton College, partie de l'université de Cambridge |
| Longthorpe Tower                                |       | Longthorpe      | Maison historique | Tour du XIVe siècle avec des peintures murales médiévales |
| The Manor                                       |       | Hemingford Grey | Maison historique | Une des plus anciennes maisons habitées en Grande-Bretagne , rendu célèbre comme la maison de Green Knowe par Lucy Boston |
| March and District Museum                       |       | March           | Local             | Histoire locale, culture |
| Museum of Archaeology and Anthropology          |       | Cambridge       | Multiple          | Archéologie et d'Anthropologie des artefacts de l'Angleterr, la Rome antique d'Afrique du Pacifique, et de grandes œuvres d'Afrique, d'Asie, et dessculpture américaine, une partie de l'université de Cambridge                                                                    |
| Museum of Cambridge                             |       | Cambridge       | Local             | L'histoire et la culture locales, objets de la vie quotidienne |
| Museum of Classical Archaeology                 |       | Cambridge       | Art               | Moulages en plâtre de Grèce et sculpture romaine, une partie de l'université de Cambridge |
| New Hall Art Collection                         |       | Cambridge       | Art               | Œuvres de femmes artistes, une partie du Murray Edwards College, du Collège des femmes de l'université de Cambridge |
| Norris Museum                                   |       | St Ives         | Local             | website, Histoire locale, culture |
| Octavia Hill's Birthplace House                 |       | Wisbech         | Biographie        | website, maison de la réformatrice social britannique Octavia Hill, cofondateur du National Trust |
| Peckover House & Garden                         |       | Wisbech         | Maison historique | Exploité par le National Trust, maison géorgienne avec jardin victorien |
| People's Portraits Exhibition                   |       | Cambridge       | Art               | website, à long terme l'exposition de portraits de gens ordinaires de tous les horizons créées par la Royal Society of Portrait Painters, au Girton College, partie de l'université de Cambridge                                                                                    |
| Peterborough Museum                             |       | Peterborough    | Multiple          | Histoire, l'art, l'archéologie, l'histoire naturelle locale, fossiles datant du Jurassique |
| Prickwillow Drainage Engine Museum              |       | Prickwillow     | Technologie       | website, histoire du paysage des marais et les principes de drainage |
| Railworld                                       |       | Peterborough    | Rail              | modèles réduits de trains, de locomotives |
| Ramsey Rural Museum                             |       | Ramsey          | Histoire          | website, histoire de la vie rurale |
| Rupert Brooke Museum                            |       | Grantchester    | Biographie        | website, vie et l'œuvre du poète Rupert Brooke, situé à côté du salon de thé The Orchard |
| Ruskin Gallery                                  |       | Cambridge       | Art               | partie de l'université Anglia Ruskin |
| The Polar Museum                                |       | Cambridge       | Science           | Partie de l'université de Cambridge, histoire de l'exploration de l'Arctique et de l'Antarctique |
| Sedgwick Museum of Earth Sciences               |       | Cambridge       | Histoire naturel  | Géologie, roches, minéraux, fossiles, partie de l'université de Cambridge |
| St Neots Museum                                 |       | St Neots        | Local             | Histoire, culture, les cellules de prison locale |
| Stained Glass Museum                            |       | Ely             | Art               | Histoire des vitraux de la cathédrale |
| Stretham Old Engine                             |       | Stretham        | Technologie       | Machine à vapeur |
| Taggart Gallery and Museum                      |       | Great Staughton | Art               | Musée d'art |
| Thorney Heritage Museum                         |       | Thorney         | Local             | website, Histoire locale, culture |
| Tower Museum Bassingbourn                       |       | Royston         | Militaire         | Histoire de RAF Bassingbourn durant la Seconde Guerre mondiale |
| Waterbeach Military Heritage Museum             |       | Waterbeach      | Militaire         | (Note: actuellement fermé) Histoire de RAF Waterbeach jusqu'en 1966 et de Waterbeach Barracks |
| Musée Whipple d'histoire des sciences           |       | Cambridge       | Science           | Instruments scientifiques historiques et articles sur l'histoire de la science, une partie de l'université de Cambridge |
| Whittlesey Museum                               |       | Whittlesey      | Local             | Histoire locale, culture |
| Wimpole Hall                                    |       | Wimpole         | Maison historique | Exploité par le National Trust, manoir somptueux, des jardins et des terrains |
| Wimpole Home Farm                               |       | Arrington       | Agriculture       | Exploité par le National Trust, ferme du XVIIIe siècle |
| Wisbech & Fenland Museum                        |       | Wisbech         | Multiple          | Histoire locale et culture, histoire naturel, décoration |
| Wysing Arts Centre                              |       | Bourn           | Art               | Centre d'arts contemporain |